# Психологическое просвещение
Психологическое просвещение — раздел профилактической деятельности специалиста-психолога, направленный на формирование у населения (учителей, воспитателей, школьников, родителей, широкой общественности) положительных установок к психологической помощи, деятельности психолога-практика и расширение кругозора в области психологического знания.
Психологическое просвещение — основной способ и одновременно одна из активных форм реализации задач психопрофилактической работы психолога независимо от того, в какой из сфер социальной деятельности (образование, здравоохранение, промышленность, фирма, правоохранительные органы и др.) он работает.
Психологическое просвещение выполняет следующие четыре задачи:
1. формирование научных установок и представлений о психологической науке и практической психологии (психологизация социума);
2. информирование населения по вопросам психологического знания;
3. формирование устойчивой потребности в применении и использовании психологических знаний в целях эффективной социализации подрастающего поколения и в целях собственного развития;
4. профилактика дидактогений (ятрогений), как одного из вариантов проявления синдрома эмоционального сгорания (или выгорания).

Содержание психологического просвещения определяется исходя из специфики, вида и профиля учреждения.

## Формы
Индивидуальные, групповые, эстрадные представления, публичные выступления и др.

## Средства
Вербальные (беседа, лекция, тематический КВН, выступление по радио, на телевидении), публицистика (печатные и электронные СМИ), наглядные (плакат, буклет, памятка), интерактивные и т. п. Практически безграничные, но мало реализованные на сегодня, возможности для психологического просвещения предоставляет Интернет (размещение тематической информации на web-сайтах и т. п.).

## Психологическое просвещение в детском саду
Основной смысл психологического просвещения заключается в том, чтобы знакомить воспитателей, родителей с основными закономерностями и условиями благоприятного психического развития ребенка, популяризовать и разъяснять результаты психологических исследований, формировать потребность в психологических знаниях и желание использовать их в работе с ребенком или в интересах развития собственной личности, а также достичь понимания необходимости практической психологии и работы психолога в детском саду и в других учебно-воспитательных учреждениях.